# 空間行為學
空間行為學（英語：Proxemics），或譯空間關係學等，是对人类对空间的使用以及人口密度对行为、溝通和社会互动的影响的研究。 
該研究領域包含非言語交際研究領域中的几个子类别，如触觉（英語：Haptic）溝通、身勢學、副語言學和 Chronemics （研究溝通過程中的时间结构）。 
1963 年创造该术语的文化人类学家爱德华·T·霍尔 (Edward T. Hall) 将該領域定义为“人类使用空间作为对文化的专门阐述的相互关联的观察和理论”。  在霍尔為該領域建立基础的作品《隐藏的维度》（英語：The Hidden Dimension）中，他强调了與該研究領域相關的行为（空间的使用）对人際溝通的影响。根据霍尔的说法，对該領域的研究不仅可以评估人们在日常生活中与他人互动的方式，还可以评估“[他们] 房屋和建筑物中的空间组织，以及最终 [他们] 城镇的布局”。  該領域仍是人际溝通的一个隐藏组成部分，它是透过观察发现的，并受到文化的强烈影响。

## 人类距离

### 人际距离
爱德华·T·霍尔 (Edward T. Hall) 描述了四个不同区域的人际距离（人与人之间的相对距离）：私密空间、个人空间、社交空间和公共空间。

#### 水平方面

描绘爱德华·T·霍尔(Edward T. Hall) 人际距离的图表，以英尺和米为单位显示半径。

- 拥抱、触摸或耳语的亲密距离
  - 近距離阶段 – 小于一英寸（一到两 厘米）
  - 遠距離阶段 – 6至18英寸（15至46）
- 好友或家人之间互动的个人距离
  - 近距離阶段 – 1.5至2.5英尺（46至76）
  - 遠距離阶段 – 2.5至4英尺（76至122）
- 熟人之间互动的社交距离
  - 近距離阶段 – 4至7英尺（1.2至2.1）
  - 遠距離阶段 – 7至12英尺（2.1至3.7）
- 用于公开演讲的公共距离
  - 近距離阶段 – 12至25英尺（3.7至7.6）
  - 遠距離阶段 – 25英尺（7.6）或更多。

一个人周围的距离形成了一个空间。亲密距离和个人距离内的空间称为「个人空间」。社会距离之内和个人距离之外的空间称为「社会空间」，公共距离之内的空间称为「公共空间」。
个人空间是一个人周围的区域，他们认为在心理上是属于他们的。大多数人重视他们的个人空间，当他们的个人空间被侵占时会感到不适、愤怒或焦虑。  允许一个人进入个人空间和进入其他人的个人空间是感知这些人关系的指标。亲密的区域是为亲密的朋友、恋人、孩子和亲密的家庭成员保留的。另一个区域用于与朋友交谈、与同事聊天以及进行小组讨论。另一个区域是为陌生人、新组建的团体和新熟人保留的。第四个区域用于演讲、讲座和戏剧；从本质上讲，公共距离是为更多观众保留的范围。 
进入某人的私人空间通常表示熟悉，有时表示亲密。然而，在现代社会，尤其是在拥挤的城市社区中，很难保持个人空间，例如在拥挤的火车、电梯或街道上。许多人发现这种身体上的接近在心理上令人不安和不舒服，尽管这是现代生活的一个事实。在非個人、拥挤的情况下，往往会避免眼神接触。即使在拥挤的地方，保护个人空间也很重要，亲密和性接触，如摩擦癖和非禮，是不可接受的身体接触。
杏仁核被怀疑处理人们对个人空间侵犯的强烈反应，因为这些反應在該部位受損者身上不存在，并且当人们身体接近时它会被激活。 研究将杏仁核与接近他人的情绪反应联系起来。首先，它被这种接近激活，其次，在杏仁核完全双侧损伤的人中，缺乏个人空间边界感。  正如研究人员所指出的：“我们的研究结果表明，杏仁核可能会调节排斥力，有助于保持人与人之间的最小距离。此外，我们的发现与患有双侧杏仁核病变的猴子的发现一致，它们与其他猴子或人保持更近的距离，我们认为这种影响是由于对个人空间侵犯缺乏强烈的情绪反应。” 
一个人的个人空间随身携带。它是最不受侵犯的生活領域形式。 根据爱德华·T·霍尔(Edward T. Hall) 的说法，身体间距和姿態是对感官波动或变化的无意圖反应，例如人声和音调的细微变化。根据以下描述，人与人之间的社交距离与物理距离可靠相关，亲密距离和个人距离也是如此。霍尔并不意味着将这些测量作为精确转化为人类行为的严格指导方针，而是一个用于衡量距离对交流的影响以及这种影响如何在文化和其他环境因素之间变化的系统。

#### 垂直方面
上面提到的距离是水平距离。人与人之间还有沟通的垂直距离。然而，在这种情况下，垂直距离通常被理解为表达关系中支配或从属的程度。在许多情况下，可以从字面上理解俯视或俯视另一个人，更高的人声称拥有更高的地位。 
教师，尤其是那些与幼儿一起工作的教师，应该意识到，当学生处于同一平面时，他们与老师的互动会更舒适。以这种方式使用，对垂直距离的理解可以成为改善师生交流的工具。另一方面，纪律处分者可能会利用这些信息来获得对不守规矩学生的心理优势。

### 生物识别
霍尔使用生物识别概念对人们在空间中的联系方式进行分类、解释和探索。定位的这些变化受到各种非语言交流因素的影响，如下所列。
- 动觉（英語：Kinesthetic）因素：此类别涉及参与者与触摸的接近程度，从完全在身体接触距离之外到进行身体接触，身体的哪些部位接触，以及身体部位的位置。
- 触觉溝通代码：这一行为类别涉及参与者如何相互接触，例如爱抚、握住、感觉、长时间握住、点接触、按压、意外刷牙或根本不接触。
- 视觉代码：此类别表示参与者之间的目光接触量。定义了四个子类别，从眼神接触到根本没有眼神接触。
- 热（英語：Thermal）代码：此类别表示每个参与者从另一个参与者那里感知到的身体热量。定义了四个子类别：检测到的传导热、检测到的辐射热、可能检测到的热和未检测到的热。
- 嗅觉代码：此类别涉及每个参与者从另一个参与者中检测到的气味的种类和程度。
- 声音响度：在这个类别涉及声乐努力（英語：vocal effort）在讲话中使用。定义了七个子类别：无声、非常柔和、柔和、正常、正常+、响亮和非常响亮。

### 神经心理学
霍尔的工作使用人类互动来展示近距学的空间变化，而神经心理学领域则根据与个体身体的“接近程度”来描述个人空间。
- 超个人（英語：Extrapersonal）空间：发生在个人无法触及的空间。
- 个人（英語：Peripersonal）空间：个人任何肢体可触及的空间。因此，“在一臂之内”就是在一个人的个人空间内。
- 皮膜（英語：Pericutaneous）空間：就在我们身体外面但可能接近接触它的空间。视觉触觉感知领域在处理这个空间时重叠。例如，一个人可能会看到一根羽毛没有接触到他们的皮肤，但当它悬停在他们的手上方时仍然会感受到被挠痒痒的感觉。其他例子包括吹风、阵风和热量传递。 [10]

佛瑞德·H·普列維奇（Fred H. Previc）进一步将人外空间细分为「焦点-人外」（英語：focal-extrapersonal）空间、「行动-人外」（英語：action-extrapersonal）空间和「环境-人外」（英語：ambient-extrapersonal）空间。焦点-外在空间位于我们视觉中心的侧颞-额叶通路中，以视网膜为中心并与我们眼睛的位置相关联，并参与物体搜索和识别。 Action-extrapersonal空間位于内侧颞-额叶通路中，跨越整个空间，以头部为中心，参与地形空间中的定向和运动。行动-超个人空间提供了我们世界的“存在”。在与前庭和其他身体感觉相结合以控制地球固定/重力空间中的姿势和方向之前，环境-外在空间最初通过外围顶枕叶视觉通路。许多涉及个人和外部忽视的研究表明，个人空间位于顶叶背侧，而外部空间位于颞叶腹侧。